# Tallebo
Tallebo är en småort i Norrköpings kommun.